# GRETA- Ekspertska grupa Saveta Evrope
GRETA- Ekspertska grupa Saveta Evrope za suzbijanje trgovine ljudima formirana je u skladu s članom 36 Konvencije Saveta Evrope za suzbijanje trgovine ljudima (u daljem tekstu: Konvencija), koja je stupila na snagu 1. februara 2008. godine. GRETA je odgovorna za praćenje sprovođenja Konvencije od strane ugovornica, kao i za izradu izveštaja za evaluaciju mera koje preduzima svaka strana ugovornica.

## Sastav
Član 36 Konvencije odnosi se na članstvo u GRETI. On predviđa da GRETA ima najmanje 10, a najviše 15 članova koji su nezavisni i nepristrasni stručnjaci iz različitih oblasti, koji su odabrani na osnovu njihove priznate stručnosti u oblasti ljudskih prava, pomoći i zaštite žrtvama i aktivnosti vezanih za borbu protiv trgovine ljudima ili na osnovu njihovog profesionalnog iskustva u oblastima koje pokriva Konvencija. Član 36 Konvencije naglašava potrebu da se obezbedi geografska i rodna ravnoteža, kao i multidisciplinarna ekspertiza prilikom izbora članova. Oni se biraju među državljanima država članica Konvencije na osnovu njihove nadležnosti u oblastima obuhvaćenim Konvencijom. Članovi zasedaju u svom individualnom svojstvu i moraju biti nezavisni i nepristrasni u obavljanju svojih funkcija. Mandat   članova grupe GRETA je 4 godine, a može se obnoviti jednom.

## Nadležnost
Zadatak GRETE je da procenjuje sprovođenje Konvencije od strane država ugovornica, prateći postupak koji je podeljen na krugove. Na samom početku svakog kruga, GRETA samostalno definiše odredbe koje će biti praćene i odlučuje o najadekvatnijim načinima vršenja ocenjivanja, u skladu s Pravilnikom za procenu sprovođenja Konvencije, koji je usvojen na Drugom sastanku GRETE.
GRETA se sastaje na plenarnim sednicama tri puta godišnje. GRETA vrši posete i sastavlja i objavljuje izveštaje zemalja u kojima se procenjuju zakonodavne i druge mere. Pored toga, GRETA redovno objavljuje opšte izveštaje o svojim aktivnostima.
U sprovođenju svoje nadzorne funkcije, GRETA ima pravo da iskoristi čitav spektar načina za prikupljanje informacija. Kao prvi korak GRETA šalje detaljne upitnike državnim organima strane ugovornice koja je predmet procene. Ona takođe može postaviti i dodatne zahteve za informacijama. Strane ugovornice imaju obavezu da sarađuju sa GRETOM i da pruže tražene informacije . GRETA održava kontakte s nevladinim organizacijama koje mogu pružiti relevantne informacije. Uz to, GRETA može doneti odluku da poseti datu zemlju kako bi prikupila dodatne informacije ili procenila praktičnu primenu usvojenih mera. Ova poseta predstavlja priliku da GRETA poseti objekte u kojima se obezbeđuje zaštita i pruža pomoć žrtvama trgovine ljudima. GRETA može odlučiti da organizuje saslušanja sa različitim akterima u oblasti borbe protiv trgovine ljudima.

## Izveštaji GRETE
Izveštaji grupe GRETA sadrže analizu stanja u svakoj strani ugovornici u vezi s aktivnostima preduzetim u borbi protiv trgovine ljudima i predlozima načina na koji data zemlja može osnažiti primenu Konvencije i rešiti uočene probleme. Izveštaji se sačinjavaju u duhu saradnje i imaju za cilj da pomognu državama u nihovim naporima.
Izveštaji grupe GRETA zasnovani su na informacijama prikupljenim iz različitih izvora i sadrže preporuke koje imaju za cilj jačanje sprovođenja Konvencije od strane dotične strane ugovornice. U pogledu procedure za pripremu izveštaja, GRETA razmatra nacrt izveštaja o svakoj strani ugovornici na plenarnoj sednici. Proces poverljivog dijaloga sa nacionalnim organima omogućava im da u roku od dva meseca daju svoje komentare na nacrt izveštaja grupe GRETA, da bi obezbedili dodatne informacije, odnosno ispravili eventualne činjenične greške. GRETA uzima u obzir ove komentare tokom izrade finalnog izveštaja. GRETA usvaja finalni izveštaj na plenarnoj sednici i prenosi strani ugovornici na koju se odnosi, koja se poziva da da finalne komentare. Po isteku vremenskog roka od mesec dana, izveštaj grupe GRETA, zajedno sa finalnim komentarima koje dostave državni organi, objavljuje se i šalje Komitetu strana ugovornica Konvencije.